# 中村又五郎 (2代目)
二代目 中村又五郎（にだいめ なかむら またごろう　1914年（大正3年）7月21日 - 2009年（平成21年）2月21日）は、歌舞伎役者。屋号は播磨屋。定紋は揚羽蝶、替紋は向い菱。俳名に紫琴。重要無形文化財保持者（人間国宝）。本名は中村 幸雄（なかむら ゆきお）。

## 来歴
初代中村又五郎の長男。父・初代又五郎は初代中村吉右衛門らとともに浅草の子供芝居で名を馳せた達者だったが、1920年（大正9年）に若くして没し、遺児・幸雄が吉右衛門に託された。初代の死の翌1921年（大正10年）1月市村座『腕の喜三郎』倅喜之助で二代目中村又五郎を襲名して初舞台を務めて以来、最晩年まで一度も名跡を替えなかった。
1961年（昭和36年）、八代松本幸四郎らとともに東宝に移籍。1973年（昭和48年）に幸四郎らが東宝を離れても、東宝専属だった。
2004年（平成16年）12月には歌舞伎座に出演して満90歳での芝居を披露した。2006年4月の「六世中村歌右衛門五年祭追善口上」が最後の舞台出演となった。また、歌舞伎役者のなかでも随一の読書家として知られていた。
2009年（平成21年）2月21日午前4時10分、老衰のため東京都内の自宅で死去、喪主は長男中村甚之介が務めた。94歳没。

## 人物・芸風
小柄な体つきと奥ゆかしい性格のために役の上では必ずしも恵まれたとはいえないが、脇役に徹し、主役をみごとに立てる行儀のよさがあった。それでいながら、一度立役として出れば重厚にして軽妙、瀟洒としかいいようのない芸を見せて観客を満足させる役者ぶりも兼ねそなえた名人だった。まず吉右衛門のもとで女方としての修行を積み、つぎに若衆方をも兼ね、さらには年齢とともに時代物、世話物を問わない脇役から、特に老役、花車方、婆役などにまで芸域を広げた。
初代吉右衛門の薫陶を受け、劇団ができてからは八代目松本幸四郎、十七代目中村勘三郎、六代目中村歌右衛門ら個性の強い役者たちのあいだにあってよき調整役を、また舞台の上では優れた脇役を勤めてきた。国立劇場の歌舞伎俳優養成事業主任講師や俳優協会における財務関係の理事などを長く続け、社会活動の上でも優れた手腕を発揮し、歌舞伎界全体の発展を見据えて着実な努力を続ける縁の下の力持ちとしての役割も大きかった。
一時「養子にしたい」と初代吉右衛門が言い、「見込みがあるから俺のところへあずけないか」と六代目尾上菊五郎が申し出たことをみても、彼の力量を窺い知ることができる。六代目菊五郎は又五郎に手をとって『義経千本桜』「木の実」の小金吾を教え、その出来栄えに満足して「次は俺が長兵衛をつきあって、幸雄に白井権八（『御存鈴ヶ森』）をやらせたい」とまで言ったという。これは菊五郎の死去によって実現しなかったが、あまりものごとにこだわらない又五郎にとって唯一の心残りと語っていた。
このように、立役においては六代目菊五郎から有形無形の影響を受けたと又五郎も語っており、まさしく菊吉時代の申し子とでもいうべき役者だった。そうした背景から、九代目松本幸四郎、二代目中村吉右衛門、十八代目中村勘三郎など、若い役者への芸の継承に情熱を注ぎ、「斯界のお師匠番」と呼ばれた。

## テレビドラマ
テレビドラマにもほとんどが時代劇ながら、黎明期から意欲的に出演し、二面性のある顔役的な役柄や若侍、武士、町民、好好爺の役などを柔軟使い分けて幅広く見事にこなした。
又五郎は1982年から1983年にかけてフジテレビで2本制作された『剣客商売』のスペシャルドラマでその秋山小兵衛を演じ、同年、『仕掛人藤枝梅安』(小林桂樹主演作　全7作)でも元締である音羽の半右衛門役を演じ続け、『鬼平犯科帳』では、終生すべてのシリーズにゲスト出演していた。

## 又五郎による著作
- 『芝居万華鏡　めぐる舞台のうらおもて』 山田五十鈴と対談、中央公論社（新書判）、1982年
  - 『芝居万華鏡　めぐる舞台のうらおもて』 小池書院・道草文庫、1998年
- 『ことばの民俗学4 芝居-日本の伝統を伝えることわざ』 佐貫百合人と対話、創拓社、1990年
- 『中村又五郎歌舞伎ばなし　聞き書き』 聞き手郡司道子、講談社、1995年

## 作家が見た又五郎
戸板康二は又五郎のお岩を見て「たしかに（七代目）梅幸、（六代目）歌右衛門よりも一日の長がある」と評した。
池波正太郎は彼の芸を愛し『又五郎の春秋』（中公文庫）を著し、また代表作『剣客商売』（新潮文庫）の主人公秋山小兵衛のモデルとしたことはよく知られている。

## 主な出演

### テレビドラマ
- NHK大河ドラマ
  - 赤穂浪士（1964年、NHK） - 片岡高房 役
  - 源義経（1966年、NHK） - 九条兼実 役
  - 三姉妹（1967年、NHK） - 松平容保 役
  - 樅ノ木は残った（1970年、NHK） - 徳川秀忠 役
  - 元禄太平記（1975年、NHK） - 鷹司兼熙 役
- 蟹満寺縁起（1958年、日本テレビ）
- 鬼平犯科帳 第3シリーズ 第5話「浅草・御厩河岸」（1982年5月18日、テレビ朝日） - 海老坂の与兵衛
- 仕掛人・藤枝梅安（1982年 - 1983年、フジテレビ） - 音羽の半右衛門
- 剣客商売（フジテレビ） 「辻斬り」（1982年12月3日）　「誘拐」（1983年3月4日） - 秋山小兵衛
- 女殺油地獄（1984年、NHK） - 徳兵衛
- 鬼平犯科帳（フジテレビ）
  - 第1シリーズ 第1話「暗剣白梅香」（1989年7月12日） - 三の松平十
  - 第2シリーズ 第17話「春の淡雪」（1991年3月13日） - 池田屋五平
  - 第4シリーズ 第1話「討ち入り市兵衛」（1992年12月2日） - 蓮沼の市兵衛
  - 第7シリーズ 第9話「寒月六間堀」（1997年6月4日） - 市口瀬兵衛

### 映画
- 忠臣蔵 花の巻・雪の巻（1962年、東宝） - 徳川綱吉
- 激動の昭和史 軍閥（1970年、東宝） - 昭和天皇

### 歌舞伎以外の舞台
- 放浪記（1962年） - 福地貢 役
- 剣客商売（1975年6月、帝国劇場） - 秋山小兵衛 役

## 受賞・栄典・顕彰・ほか
受賞
- 1953年　芸術祭賞奨励賞
- 1985年　伝統文化ポーラ特賞
- 1990年　名古屋演劇ペンクラブ年間賞
- 1993年　松尾芸能賞特別賞
- 1996年　日本芸術院賞・恩賜賞
- 1999年　菊池寛賞

栄典
- 1975年　紫綬褒章

その他
- 1997年　人間国宝